# Bebo Wager
Bebo Wager o Josef Wager (Augsburgo, Imperio alemán, 29 de diciembre de 1905-Múnich, Alemania nazi, 12 de agosto de 1943) fue un miembro socialdemócrata de la resistencia alemana al nazismo. En junio de 1933 fundó junto con miembros antiguos de organizaciones del prohibido Partido Socialdemócrata de Alemania (SPD) un grupo de resistencia que luego se llamó «Revolutionäre Sozialisten» («Socialistas Revolucionarios»). Organizó durante nueve años la unión y los actos de resistencia de cientos de miembros de este grupo en el sur de Baviera y en Austria.

## Biografía
Bebo Wager nació como hijo de Josef Wager y Emma Wager, de soltera Gellinger. Su padre estuvo incapacitado para el trabajo por una herida de guerra. Bebo Wager hizo una formación como tornero. Después trabajó como tornero y aprendió a fabricar máquinas eléctricas. A partir de 1929 trabajó en esta profesión.
En 1923 Bebo Wager había ingresado en el Partido Socialdemócrata de Alemania (SPD). Se convirtió en jefe de un grupo local del SPD y formó parte del Comité de Juventud de este partido. En 1928 se había casado con Lina Opalka. Lina y Bebo Wager tuvieron tres hijos, nacidos en 1929, 1931 y 1942.
En junio de 1933 Bebo Wager fundó junto con miembros antiguos de organizaciones del prohibido Partido Socialdemócrata de Alemania (SPD) un grupo de resistencia que luego se llamó «Revolutionäre Sozialisten» («Socialistas Revolucionarios»). Organizó durante nueve años la unión y los actos de resistencia de cientos de miembros de este grupo en el sur de Baviera y en Austria. El grupo informó a la población sobre la situación real en el Reich alemán mediante textos anónimos y preparó un nuevo orden social y democrático para el período posterior al esperado colapso del régimen de Adolf Hitler. En 1942 el grupo fue desenmascarado por la Gestapo.
El 12 de abril de 1942 Bebo Wager fue detenido, el 27 de mayo de 1943 condenado a muerte y el 12 de agosto de 1943 ejecutado.